# Fabio Fazio
Fabio Fazio (n. 30 noiembrie 1964, Savona, Liguria, Italia) este un moderator de televiziune italian.